# Réfutation de tous les jugements, tant élogieux qu'hostiles, qui ont été jusqu'ici portés sur le film « La Société du spectacle »
Réfutation de tous les jugements, tant élogieux qu'hostiles, qui ont été jusqu'ici portés sur le film « La Société du spectacle » és un curtmetratge francès dirigit per Guy Debord estrenat el 1975. Amb aquest curtmetratge, Guy Debord critica els judicis que es van fer sobre la seva pel·lícula de 1973, La Société du spectacle.

## Repartiment
- Comentaris : Guy Debord